# Teófilo Dias
Teófilo Odorico Dias de Mesquita (Caxias, 8 de novembro de 1854 — São Paulo, 29 de março de 1889) foi um advogado, jornalista e poeta brasileiro, sobrinho de Gonçalves Dias e patrono na Academia Brasileira de Letras.

## Biografia
Filho do advogado Odorico Antônio de Mesquita e da irmã do poeta Gonçalves Dias, Joana Angélica Dias de Mesquita. Sua formação inicial deu-se de 1861 a 1874, em São Luís, capital do estado, no Instituto de Humanidades.
Mudou-se então para o Rio de Janeiro, onde morou, albergado no Convento de Santo Antônio, por cerca dois anos (1875-1876), realizando os exames preparatórios para o curso de Direito, onde efetivamente ingressa, em 1877. Neste período na então capital do país relaciona-se com muitos intelectuais, como Alberto de Oliveira, Artur de Oliveira, Aluísio Azevedo, Benjamin Constant, José do Patrocínio e Machado de Assis.
Cursando a Faculdade do Largo de São Francisco, em São Paulo, conclui a formação em 1881. Ao lado da advocacia, exerce o jornalismo, colaborando com os jornais Província de São Paulo e A República, e ainda na Revista Brasileira, de José Veríssimo. Em 1878 participa da chamada "Batalha do Parnaso", formada por escritores que, no Rio e em São Paulo, reagiam contra o romantismo, sob influência de Alberto de Oliveira.
Foi, também, professor de Gramática Filosófica e Francês, no Colégio Aquino.
Casara-se, em 1880, com Gabriela Frederica Ribeiro de Andrada, da família de José Bonifácio, com quem teve dois filhos: Gabriela Margarida e Teófilo.
Ingressa na política, pelo Partido Liberal, elegendo-se deputado provincial em 1885, em mandato que durou até o ano seguinte.

## Poesia
Lafet Angius

O som, que a tua voz límpida exala

grato feitiço mágico resume;

a frase mais vulgar, na tua fala,

colorido, matiz, brilhando, assume

Afaga como a luz; como um perfume

pela alma filtra, e se insinua, e cala,

é só ouví-la o espírito presume

que um éter, feito de torpor, o embala.

Quando a paixão o altera-lhe a frescura,

quando o frio desdem lhe tolda o acórde

a viva polidez vibrante e pura,

Não se lhe nota um fremito discórde;

_Apenas, do primor, com que fulgura,

Às vezes a ironia salta - e morde.
(excerto);
— Tudo a matilha audaz perlustra, corre, aspira,
Sonda, esquadrinha, explora, e anelante respira,
Até que, finalmente, embriagada, louca,
Vai encontrar a presa — o gozo — em tua boca.
(in: "A Matilha")

## Publicações
- "Flores e Amores", Caxias: Typographia Maranhense – Paulo Ribeiro, 1874.
- "Lira dos Verdes Anos", Rio de Janeiro: Evaristo Rodrigues da Costa, Editor, 1878.
- "Cantos Tropicais", Rio de Janeiro: Livraria de Agostinho Gonçalves Guimarães & Cia., 1878.
- "Fanfarras", São Paulo, Dolivaes Nunes, 1882.
- "A comédia dos deuses", São Paulo, Teixeira & Irmão — Editores, 1887.
- "Poesia completa", [preparação, apresentação e notas: Claunísio Amorim Carvalho]. São Luís: Edições AML; Café & Lápis, 2021. 469 p.

## Crítica
José Veríssimo, in "História da Literatura Brasileira", regista que "A inspiração romântica tão consoante com a nossa índole literária, como é de ver, se não desvanecera totalmente ao influxo da nova poética. Não só é ainda visível naqueles poemas mas em dois novos poetas que por esse tempo apareceram, o Sr. Alberto de Oliveira, que viria a ser talvez o mais típico dos nossos parnasianos, e o malogrado Teófilo Dias. Tanto as Canções românticas do primeiro, como a Lira dos verdes anos e os Cantos tropicais do segundo são de 1878, e em ambos, de mistura com a toada geral do nosso lirismo romântico, há claros toques da nova poética."
Manuel Bandeira, por sua vez, assinala: "A estética parnasiana cristalizou-se entre nós depois da publicação de 'Fanfarras', de Teófilo Dias, livro em que o movimento anti-romântico começa a se definir no espírito e na forma dos parnasianos franceses, já esboçados em alguns sonetos de Carvalho Júnior…".
A obra "Fanfarras" é considerada realmente a mais importante de sua produção, sobretudo pelo marco de ruptura literário, como também acentua Antônio Cândido: "apesar de predominarem numericamente em sua obra os versos de inspiração romântica, as traduções e a poesia social, a sua validade é devida, hoje, aos poemas da primeira parte de Fanfarras, intitulada significativamente 'Flores Funestas'."

## Cronologia
- 8 de novembro de 1854 – Nasce em Caxias (MA) Teófilo Odorico Dias de Mesquita, terceiro filho do advogado Odorico Antônio de Mesquita e de Joana Angélica Dias de Mesquita, irmã do poeta Gonçalves Dias. A casa da família Mesquita era ponto de convergência de intelectuais e mantinha livraria e biblioteca com obras clássicas de literatura e Filosofia.[2]
- 1861–1865 – Inicia os estudos primários e o curso de humanidades no Instituto de Humanidades de São Luís, então dirigido por professores formados na Europa, onde tem contato com latim, grego e retórica moderna.
- 1866–1870 – Frequenta a chamada “Escola de Desenho e Belas Artes” de São Luís em horários vespertinos, aprimorando o gosto pela ilustração e gravura; colabora com pequenos poemas e caricaturas no jornal local O Maranhense.[3]
- 1871–1874 – Publica seus primeiros versos em folhetins regionais, reunidos em 1874 no opúsculo “Flores e Amores”, impresso na Typographia Maranhense de Paulo Ribeiro, considerado seu livro inaugural.
- 1875 – Muda-se para o Rio de Janeiro; instala-se no Convento de Santo Antônio, onde estuda para exames preparatórios de admissão à Faculdade de Direito. Estreita amizade com Machado de Assis, José Veríssimo e Bernardo Guimarães.
- 1876 – Submete-se e é aprovado nos exames de equivalência que permitem matrícula direta no 2º ano do curso de Direito.
- 1877 – Ingressa na Faculdade de Direito do Largo de São Francisco, em São Paulo. Participa do círculo literário reunido por Manuel Antônio de Almeida e aproximado de Alberto de Oliveira e Artur de Oliveira, que posteriormente liderariam o Parnasianismo.[4]
- 1878 – Publica simultaneamente em São Paulo as coletâneas “Lira dos Verdes Anos” (Evaristo Rodrigues da Costa) e “Cantos Tropicais” (Agostinho Gonçalves Guimarães & Cia.). No Rio de Janeiro, colabora com a Revista Brasileira de José Veríssimo e escreve críticas literárias em A República.
- 1878 – Participa ativamente da “Batalha do Parnaso” junto a Alberto de Oliveira, demonstrando a transição de seu lirismo romântico inicial para uma poética ancorada na objetividade formal e no rigor métrico.
- 1880 – Conclui o curso de Direito em São Paulo. Em setembro casa-se com Gabriela Frederica Ribeiro de Andrada, neta de José Bonifácio, unindo-se a uma das famílias mais influentes da política imperial.
- 1881–1884 – Exerce advocacia em São Paulo, especializando-se em causas cíveis e estudos de Direito Internacional. É nomeado professor de Gramática Filosófica e Francês no Colégio Aquino, onde desenvolve apostilas de linguística comparada.[2]
- 1885 – Candidato-se a deputado provincial pelo Partido Liberal e é eleito. Na Assembleia Legislativa de São Paulo, defende projetos de reforma educacional e de modernização dos currículos escolares, fundando bibliotecas públicas em municípios menores.
- 1886–1888 – Intensifica a produção poética e jurídica. Publica artigos em jornais como Província de São Paulo e O Estado de São Paulo sobre a necessidade de aproximação entre literatura e Direito, além de organizar leituras públicas de poesia parnasiana.
- 1887 – Edita em São Paulo “A Comédia dos Deuses” (Teixeira & Irmão), peça poética em verso inspirado na mitologia clássica, amplamente comentada em resenhas literárias da época.
- 1888 – Participa de sessões da recém-criada Academia Brasileira de Letras como correspondente, sendo eleito patrono da cadeira nº 36 em homenagem a seu tio-avô Gonçalves Dias.[3]
- Final de 1888 – Retorna ao Maranhão para cuidar da publicação póstuma de cartas de Gonçalves Dias e dar palestras sobre a herança romântica brasileira em institutos de ensino em São Luís.
- 29 de março de 1889 – Morre em São Paulo, vítima de tuberculose pulmonar agravada por surtos de hemoptise. Seu corpo é trasladado a Caxias, onde recebe homenagens de estudantes, advogados e poetas, marcando o fim precoce de uma carreira literária e jurídica promissora.

## Academia Brasileira de Letras
Teófilo Dias foi escolhido para o patronato da cadeira 36 do Silogeu Brasileiro, por seu primeiro ocupante, Afonso Celso Júnior, de quem fora amigo.